# LEGO Adventurers
LEGO Adventurers er en produktlinje produceret af den danske legetøjskoncern LEGO, der deler emnet opdagelsesrejsende. Karakterne opdager nye områder og tager på eventyr. Til forskel fra andre LEGO-temaer, som foregår i et fiktivt "LEGO-univers", så foregår de fleste af sættene i LEGO Adventurers på virkelig lokationer som Egypten, Regnskoven i Amazonas, Indien og Kina. Det eneste fiktive undertema forgik på en ø, hvor der stadig levede forhistoriske dyr. Temaet blev indstillet før LEGO lancerede et nyt tema med opdagelsesrejsende kaldet Pharaoh's Quest, som havde mange ligheder med LEGO Adventurers.

## Desert (1998–1999)
| Sætnummer      | Navn                   | Udgivet   | Dele | Minifigurer | Figurer            | Ref.   |
| -------------- | ---------------------- | --------- | ---- | --- | ------------------ | ------ |
| 1094/5900      | Johnny Thunder         | 1998/1999 | 13   | - Johnny Thunder |                    | [ 1 ]  |
| 1182/3020      | Adventurers Raft       | 1998/1999 | 18   | - Johnny Thunder |                    | [ 2 ]  |
| 1183/3021      | Mummy and Cart         | 1998/1999 | 17   | - Pharaoh Hotep |                    | [ 3 ]  |
| 2541           | Adventurers Car        | 1998      | 24   | - Baron von Barron                                                                                                   |                    | [ 4 ]  |
| 2542           | Adventurers Aeroplane  | 1998      | 21   | - Harry Cane |                    | [ 5 ]  |
| 2879/5909/5948 | Desert Expedition      | 1998      | 196  | - Baron von Barron - Dr. Charles Lightning - Harry Cane - Sam Sinister                                               | - Skeleton         | [ 6 ]  |
| 2995           | Adventurers Car        | 1998      | 70   | - Dr. Charles Lightning                                                                                              | - Pharaoh skeleton | [ 7 ]  |
| 2996           | Adventurers Tomb       | 1998      | 70   | - Pharaoh Hotep - Sam Sinister                                                                                       |                    | [ 8 ]  |
| 3022/3039      | Adventurers Plane      | 1998/1999 | 23   | - Harry Cane |                    | [ 9 ]  |
| 3023           | Sly Boot's Car         | 1998      | 24   | - Sam Sinister |                    | [ 10 ] |
| 3055           | Adventurers Car        | 1998      | 21   | - Johnny Thunder |                    | [ 11 ] |
| 3722/5919      | Treasure Tomb          | 1998      | 164  | - Baron von Barron - Johnny Thunder                                                                                  | - Pharaoh skeleton | [ 12 ] |
| 5918           | Scorpion Tracker       | 1998      | 35   | - Johnny Thunder |                    | [ 13 ] |
| 5928           | Bi-Wing Baron          | 1998      | 70   | - Baron von Barron                                                                                                   |                    | [ 14 ] |
| 5938           | Oasis Ambush           | 1998      | 77   | - Johnny Thunder - Sam Sinister                                                                                      | - Pharaoh skeleton | [ 15 ] |
| 5958           | Mummy's Tomb           | 1998      | 260  | - Dr. Charles Lightning - Johnny Thunder - Pharaoh Hotep - Sam Sinister                                              |                    | [ 16 ] |
| 5978           | Sphinx Secret Surprise | 1998      | 347  | - Baron von Barron - Dr. Charles Lightning - Gail Storm - Johnny Thunder - Pharaoh Hotep - Sam Sinister              | - Pharaoh skeleton | [ 17 ] |
| 5988           | The Temple of Anubis   | 1998      | 711  | - Baron von Barron - Dr. Charles Lightning - Gail Storm - Harry Cane - Johnny Thunder - Pharaoh Hotep - Sam Sinister | - 3 Skeletons      | [ 18 ] |

## Jungle (1999)
| Sætnummer | Navn                 | Udgivet | Dele | Minifigurer                                                                               | Figurer       | Ref.   |
| --------- | -------------------- | ------- | ---- | ----------------------------------------------------------------------------------------- | ------------- | ------ |
| 1271/5905 | Jungle Surprise      | 1999    | 33   | - Gail Storm                                                                              |               | [ 19 ] |
| 5901/5902 | River Raft           | 1999    | 19   | - Rudo Villano                                                                            |               | [ 20 ] |
| 5906      | Ruler of the Jungle  | 1999    | 24   | - Achu                                                                                    |               | [ 21 ] |
| 5925      | Pontoon Plane        | 1999    | 72   | - Harry Cane                                                                              |               | [ 22 ] |
| 5936      | Spider's Secret      | 1999    | 128  | - Gail Storm - Señor Palomar                                                              | - Skeleton    | [ 23 ] |
| 5956      | Expedition Balloon   | 1999    | 175  | - Dr. Charles Lightning - Harry Cane - Johnny Thunder - Rudo Villano                      |               | [ 24 ] |
| 5976      | River Expedition     | 1999    | 318  | - Achu - Dr. Charles Lightning - Gabarros - Johnny Thunder - Rudo Villano - Señor Palomar | - Skeleton    | [ 25 ] |
| 5986      | Amazon Ancient Ruins | 1999    | 458  | - Achu - Dr. Charles Lightning - Gabarros - Gail Storm - Johnny Thunder - Señor Palomar   | - 2 Skeletons | [ 26 ] |

## Dino Island (2000)
| Sætnummer | Navn                      | Udgivet | Dele | Minifigurer                                                                                      | Dinosaurer                                                  | Ref.   |
| --------- | ------------------------- | ------- | ---- | ------------------------------------------------------------------------------------------------ | ----------------------------------------------------------- | ------ |
| 1278/5903 | Johnny Thunder and Baby T | 2000    | 23   | - Johnny Thunder                                                                                 | - Baby T-Rex                                                | [ 27 ] |
| 1279      | Cunningham's Dinofinder   | 2000    | 21   | - Mr. Cunningham                                                                                 |                                                             | [ 28 ] |
| 1280/5904 | Microcopter               | 2000    | 28   | - Dr. Charles Lightning                                                                          |                                                             | [ 29 ] |
| 1281      | Mike's Dinohunter         | 2000    | 24   | - Mike                                                                                           |                                                             | [ 30 ] |
| 5911      | Johnny Thunder's Plane    | 2000    | 22   | - Johnny Thunder                                                                                 |                                                             | [ 31 ] |
| 5912      | Mike's Swamp Boat         | 2000    | 19   | - Mike                                                                                           | - Pteranodon                                                | [ 32 ] |
| 5913      | Dr. Kilroy's Car          | 2000    | 21   | - Dr. Charles Lightning                                                                          |                                                             | [ 33 ] |
| 5914      | Sam Sanister and Baby T   | 2000    | 21   | - Baron von Barron                                                                               | - Baby T-Rex                                                | [ 34 ] |
| 5920      | Island Racer              | 2000    | 50   | - Baron von Barron                                                                               |                                                             | [ 35 ] |
| 5921      | Research Glider           | 2000    | 57   | - Mike                                                                                           | - Pteranodon                                                | [ 36 ] |
| 5934      | Dino Explorer             | 2000    | 90   | - Dr. Charles Lightning - Johnny Thunder                                                         | - Pteranodon                                                | [ 37 ] |
| 5935      | Island Hopper             | 2000    | 205  | - Gail Storm                                                                                     | - Pteranodon                                                | [ 38 ] |
| 5955      | All Terrain Trapper       | 2000    | 185  | - Alexia Sinister - Baron von Barron - Mr. Cunningham                                            | - Baby T-Rex - Stegosaurus - Triceratops                    | [ 39 ] |
| 5975      | T-Rex Transport           | 2000    | 321  | - Alexia Sinister - Baron von Barron - Dr. Charles Lightning - Johnny Thunder - Mike             | - Baby T-Rex - Triceratops - Tyrannosaurus Rex              | [ 40 ] |
| 5987      | Dino Research Compound    | 2000    | 617  | - Baron von Barron - Dr. Charles Lightning - Gail Storm - Johnny Thunder - Mike - Mr. Cunningham | - Baby T-Rex - Pteranodon - Stegosaurus - Tyrannosaurus Rex | [ 41 ] |

### Dyr
- Tyrannosaurus Rex
- Triceratops
- Stegosaurus
- Pteranodon

## Orient Expedition (2003)
| Sætnummer | Navn                    | Lokation | Udgivet | dele | Minifigurer | Figurer    | Ref.   |
| --------- | ----------------------- | -------- | ------- | ---- | --- | ---------- | ------ |
| 3380      | Johnny Thunder          | Himalaya | 2003    | 6    | - Johnny Thunder |            | [ 42 ] |
| 3381      | Sam Sinister            | Himalaya | 2003    | 5    | - Sam Sinister |            | [ 43 ] |
| 3382      | China Girl              | Kina     | 2003    | 4    | - Jing Lee |            | [ 44 ] |
| 7409      | Secret of the Tomb      | Himalaya | 2003    | 42   | - Sam Sinister | - Skeleton | [ 45 ] |
| 7410      | Jungle River            | Indien   | 2003    | 64   | - Johnny Thunder |            | [ 46 ] |
| 7411      | Tygurah's Roar          | Indien   | 2003    | 87   | - Dr. Charles Lightning | - Tygurah  | [ 47 ] |
| 7412      | Yeti's Hideout          | Himalaya | 2003    | 107  | - Gail Storm | - Yeti     | [ 48 ] |
| 7413      | Passage of Jun-Chi      | Kina     | 2003    | 94   | - Johnny Thunder | - Jun-Chi  | [ 49 ] |
| 7414      | Elephant Caravan        | Indien   | 2003    | 86   | - Babloo - Gail Storm - Sam Sinister |            | [ 50 ] |
| 7415      | Aero Nomad              | Himalaya | 2003    | 120  | - Dr. Charles Lightning - Johnny Thunder |            | [ 51 ] |
| 7416      | Emperor's Ship          | Kina     | 2003    | 177  | - 2 Emperor Guards - Sam Sinister |            | [ 52 ] |
| 7417      | Temple of Mount Everest | Himalaya | 2003    | 292  | - Johnny Thunder - Ngan Pa - Sam Sinister - Sangye Dorje                                                                                         |            | [ 53 ] |
| 7418      | Scorpion Palace         | Indien   | 2003    | 341  | - Dr. Charles Lightning - Johnny Thunder - Maharaja Lallu - Sam Sinister - Palace Guard                                                          |            | [ 54 ] |
| 7419      | Dragon Fortress         | Kina     | 2003    | 732  | - Dr. Charles Lightning - Dragon Fortress Guardian - Emperor Chang Wu - 2 Emperor Guards - Gail Storm - Jing Lee - Johnny Thunder - Sam Sinister |            | [ 55 ] |
| 7420      | Thunder Blazer          | Kina     | 2003    | 69   | - Johnny Thunder |            | [ 56 ] |
| 7422      | Red Eagle               | Indien   | 2003    | 33   | - Johnny Thunder |            | [ 57 ] |
| 7423      | Mountain Sleigh         | Himalaya | 2003    | 30   | - Dr. Charles Lightning |            | [ 58 ] |
| 7424      | Black Cruiser           | Kina     | 2003    | 28   | - Sam Sinister |            | [ 59 ] |